# La memoria dei vinti
La memoria dei vinti (titolo spagnolo: Visión de los vencidos: Relaciones indígenas de la conquista) è un libro di Miguel León-Portilla contenente traduzioni dei racconti in lingua nahuatl relativi alla Conquista dell'impero azteco. Fu pubblicato la prima volta in spagnolo nel 1959. In Italia è stato pubblicato nel 1962.
Il titolo inglese, The Broken Spears, deriva da una frase contenuta in una versione (BnF MS 22bis) degli Annali di Tlatelolco, xaxama[n]toc omitl. Secondo James Lockhart si tratta di una traduzione scorretta derivata dalla confusione tra i termini nahuatl mitl ("freccia", "freccetta" o "lancia") ed omitl ("osso"); la traduzione corretta sarebbe quindi dovuta essere "ossa rotte ".

## Traduzioni
| Anno | Lingua   | Titolo | Traduttore                          |
| ---- | -------- | --- | ----------------------------------- |
| 1959 | Spagnolo | Visión de los vencidos: Relaciones indígenas de la conquista (Visione dei vinti: Racconti indigeni della conquista)                                       | (originale)                         |
| 1962 | Inglese  | The Broken Spears: The Aztec Account of the Conquest of Mexico (Le frecce rotte: Conti Aztechi sulla conquista del Messico)                               | Lysander Kemp                       |
| 1962 | Italiano | La memoria dei vinti | Gabriele Cabrini e Giannino Galloni |
| 1962 | Tedesco  | Rückkehr der Götter: Die Aufzeichnungen der Azteken über den Untergang ihres Reiches (Ritorno degli dei: Racconti aztechi della caduta del loro impero)   | Renate Heuer                        |
| 1965 | Francese | Le Crépuscule des Aztèques: Récits indigènes de la Conquête (Crepuscolo degli Aztechi: Racconti indigeni sulla conquista)                                 | Madeleine Folque                    |
| 1967 | Polacco  | Zmierzch Azteków: Kronika Zwyciężonych: Indiańskie relacje o podboju (Il Crepuscolo degli Aztechi: Cronache dai Vinti: Raccondi indigeni sulla conquista) | María Sten, Jerzy Ficowski          |
| 1987 | Catalano | Visió dels vençuts: relacions indígenes de la conquesta (Visione dei vinti: Racconti indigeni della conquista)                                            | Josep M. Murià                      |